# One Night Stand (cântec de Mis-Teeq)
„One Night Stand” este un cântec al grupului muzical britanic Mis-Teeq. Acesta fost compus de Mikkel S. Eriksen, Tor Erik Hermansen, Hallgeir Rustan, Alesha Dixon, Su-Elise Nash și Sabrina Washington pentru primul material discografic de studio al grupului, Lickin' On Both Sides. Piesa a fost lansată ca cel de-al treilea single al albumului în luna februarie a anului 2002.
Discul a obținut locul 5 în UK Singles Chart, devenind cel de-al treilea cântec al grupului ce obține o clasare de top 10. „One Night Stand” a câștigat poziții de top 40 și în Australia, Danemarca, Elveția, Irlanda, Norvegia și Noua Zeelandă.

## Lista cântecelor
Disc single distribuit în Regatul Unit
1. „One Night Stand” (editare radio realizată de StarGate)
2. „One Night Stand” (editare radio realizată de Sunship)
3. „One Night Stand” (remix de DJ Swerve)
4. „One Night Stand” (videoclip pentru editarea radio realizată de StarGate)

## Clasamente
| Clasament (2001 - 2002)       | Poziția maximă | Referință |
| ----------------------------- | -------------- | --------- |
| Australia Singles Chart       | 17             | [ 4 ]     |
| Belgium Singles Chart         | 47             | [ 4 ]     |
| Denmark Singles Chart         | 17             | [ 4 ]     |
| France Singles Chart          | 46             | [ 4 ]     |
| Ireland Singles Chart         | 28             | [ 5 ]     |
| Norway Singles Chart          | 14             | [ 4 ]     |
| New Zeeland Singles Chart     | 16             | [ 4 ]     |
| Swiss Singles Chart           | 17             | [ 4 ]     |
| UK Singles Chart              | 5              | [ 6 ]     |
| Clasament (2004)              | Poziția maximă | Referință |
| Billboard Hot Dance Club Play | 4              | [ 7 ]     |